# Stelarátor

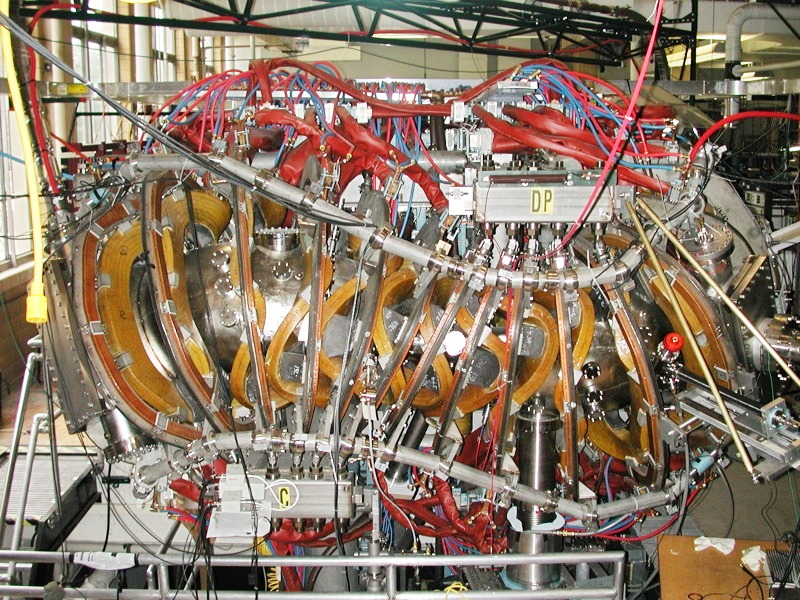
Stelarátor HSX (Helically Symmetric Experiment), University of Wisconsin-Madison

Stelarátor je zařízení pro magnetické udržení horkého plazmatu, vyvinuté Lymanem Spitzerem v roce 1950 pro jadernou fúzi. Později je v dosažených parametrech plazmatu předstihly tokamaky, ale vývoj stelarátorů pokračuje. Největším zařízením současnosti je Wendelstein 7-X v německém Greifswaldu.
Na rozdíl od tokamaků pro stabilitu udržení plazmatu není nutný proud protékající plazmatem, ale uzavřenost drah částic v plazmatu zajišťuje čistě magnetické pole vnějších cívek. Toroidní geometrie komory reaktoru je úmyslně zkroucena pro sjednocení podmínek plazmatu v různých částech průřezu. To zlepšuje stabilitu takového systému, ale velmi to komplikuje tvar magnetických cívek i konstrukci samotného reaktoru.